# دواين بوي
دواين بوي (بالإنجليزية: Dwayne Bowe)‏ هو لاعب كرة قدم أمريكية أمريكي، ولد في 21 سبتمبر 1984 في ميامي في الولايات المتحدة.

## وصلات خارجية
- دواين بوي على موقع مرجع كرة القدم المحترفة.كوم (الإنجليزية)